# George Ridgwell
George Ridgwell (Londres, 1867 – Londres, 1935) foi um diretor e roteirista britânico da era do cinema mudo. Seu nome às vezes era soletrado como George Ridgewell. Dirigiu em torno de 70 filmes, incluindo uma série de adaptações das histórias de Sherlock Holmes com Eille Norwood como Holmes.

## Filmografia selecionada
Diretor
- Greatheart (1921)
- The Four Just Men (1921)
- The Amazing Partnership (1921)
- His Last Bow (1923)
- The Notorious Mrs. Carrick (1924)
- Lily of Killarney (1929)

Ator
- The Crime at Blossoms (1933)